# 周志宏
周 志宏（しゅう しこう、ツォウ・ジーホン、英語: Zhou Zhihong、2001年5月21日 - ）は、中華人民共和国の男子バドミントン選手。

## 経歴
2023年の11月から、1歳年下の楊嘉怡とペアを組む。
2024年の瑞昌マスターズでは、決勝で元アジアジュニア王者の郭新娃と李茜のペアを破って優勝した。